# Zanieczyszczenia fizyczne żywności
Zanieczyszczenia fizyczne żywności – substancje nieumyślnie dodane do żywności jako rezultat produkcji żywności (w tym działalności prowadzonej w związku z gospodarką roślinną i zwierzęcą, a także weterynaryjną) wytwarzania, przetwarzania, przygotowywania, obróbki, pakowania, opakowywania, transportu lub przechowywania takiej żywności, albo jako efekt skażenia środowiska.
Głównymi źródłami pochodzenia zanieczyszczeń fizycznych są:
- zanieczyszczone surowce: np. kamienie, piasek, żwir, łupiny, pestki, kości, ości, skórki;
- procesy produkcyjne: np. odłamki szkła, kawałki metalu, śrubki, sznurki, drzazgi, plastik, części narzędzi;
- czynnik ludzki: np. włosy, paznokcie, biżuteria, guziki, niedopałki;
- stan sanitarny zakładu: np. farba, tynk, szkło z lamp oświetleniowych, szkło laboratoryjne, części mebli, gryzonie, szkodniki, owady.

Obecność zanieczyszczeń fizycznych w żywności może być przyczyną uszkodzeń organizmu, m.in. poranienia jamy ustnej czy przełyku.
Żywność zawierająca substancje zanieczyszczające w ilości, która z punktu widzenia zdrowia publicznego jest nie do przyjęcia, w szczególności w odniesieniu do poziomu toksykologicznego, nie może być wprowadzana do obrotu.
Aby zminimalizować ryzyko wystąpienia zanieczyszczeń pochodzenia fizycznego w żywności, należy przestrzegać zasad Dobrej praktyki produkcyjnej oraz Dobrej praktyki higienicznej.